# Irena Kwinto
Irena Kwinto, Irena Kwintowa (ur. 23 stycznia 1914 na Wileńszczyźnie, zm. 1 lutego 1981) – polska bajkopisarka.

## Życiorys
Od 1945 na stałe była związana z Lidzbarkiem Warmińskim, gdzie pracowała jako instruktor Domu Kultury Dzieci i Młodzieży (obecnie Młodzieżowy Dom Kultury noszący jej imię). W 1974 została odznaczona Orderem Uśmiechu. 
1 grudnia 2005 roku, z okazji 60-lecia szkoły, została patronką Szkoły Podstawowej w Szymonowie. Od 6 czerwca 2008 roku jest patronką Szkoły Podstawowej w Żabim Rogu. Jej imię nosi też Młodzieżowy Dom Kultury w Lidzbarku Warmińskim.

## Publikacje
- Pierścień orlicy, ilustracje Maria Szymańska (Wydawnictwo Pojezierze 1976, 99 ss.; wyd. 2: 1987, 93 ss.)
- Dar królowej róż (Wydawnictwo Pojezierze, 1985, 96 ss.)
- Legenda o Łynie (Krajowa Agencja Wydawnicza 1985)
- Uśmiechnij się bajko (Wydawnictwo Pojezierze 1985, 107 ss.)